# معركة إصطخر
دارت معركة إصطخر عام 650 بين الخلافة الراشدية والإمبراطورية الساسانية. كانت آخر معركة بين الدولتين، وانتهت بفتح إصطخر من قبل المسلمين. بعد المعركة، أصبحت بلاد فارس تحت الحكم الإسلامي.

## المعركة
في 650-651، أنشأ الإمبراطور الساساني يزدجرد الثالث إصطخر، التي تبعد حوالي 8 كيلومترات شمال شرق برسيبوليس، العاصمة الجديدة للإمبراطورية الساسانية وحاول التخطيط لمقاومة منظمة ضد العرب. وبعد فترة توجه إلى جور، لكن إصطخر فشلت في تقديم مقاومة قوية. أمر الصحابي سلمان الفارسي القوات الإسلامية بحفر خندق كبير في طريق القوات الساسانية.  هذه الإستراتيجية حالت دون نجاح الساسانيين في المعركة. سرعان ما فتح المسلمون المدينة. ثم توجه المسلمون بسرعة إلى جور وكازرون وسيراف، بينما فر يزدجرد إلى كرمان. وهكذا انتهى الفتح الإسلامي لفارس.

## فهرس
- Kambin، Parviz (2011). A History of the Iranian Plateau: Rise and Fall of an Empire. iUniverse. ISBN:9781462035465. مؤرشف من الأصل في 2022-03-17.